# Трепассе
Трепассе (англ. Trepassey) — містечко в Канаді, у провінції Ньюфаундленд і Лабрадор.

## Населення
За даними перепису 2016 року, містечко нараховувало 481 особу, показавши скорочення на 15,6 %, порівняно з 2011 роком. Середня густина населення становила 8,6 осіб/км².
З офіційних мов обома одночасно володіли 5 жителів, тільки англійською — 475.
Працездатне населення становило 42,5 % усього населення, рівень безробіття — 22,6 % (27,8 % серед чоловіків та 23,1 % серед жінок). 87,1 % осіб були найманими працівниками, а 12,9 % — самозайнятими.
Середній дохід на особу становив $40 796 (медіана $25 749), при цьому для чоловіків — $56 013, а для жінок $22 468 (медіани — $40 192 та $20 160 відповідно).
25,7 % мешканців мали закінчену шкільну освіту, не мали закінченої шкільної освіти — 28,4 %, 44,6 % мали післяшкільну освіту, з яких 6,1 % мали диплом бакалавра, або вищий.
| Статево-вікова структура населення | Статево-вікова структура населення | Статево-вікова структура населення | Статево-вікова структура населення | Статево-вікова структура населення |
| ---------------------------------- | ---------------------------------- | ---------------------------------- | ---------------------------------- | ---------------------------------- |
|                                    |                                    |                                    |                                    |                                    |
| Всього                             | Всього                             | 49,5%50,5%                         |                                    |                                    |
| 0 — 14 років                       | 0 — 14 років                       |                                    | 6,3%                               | 6,3%                               |
| 15 — 64 років                      | 15 — 64 років                      |                                    | 60%                                | 60%                                |
| 65 і більше                        | 65 і більше                        |                                    | 33,7%                              | 33,7%                              |
| 85 і більше                        | 85 і більше                        |                                    | 2,1%                               | 2,1%                               |
| Середній вік (років)               | Середній вік (років)               | 53,954,9                           | 54,4                               | 54,4                               |
| Медіана (років)                    | Медіана (років)                    | 58,960,4                           | 59,6                               | 59,6                               |
| — чоловіки — жінки                 |                                    |                                    |                                    |                                    |

| Походження мешканців:     | Походження мешканців:     | Походження мешканців: | Походження мешканців: | Походження мешканців: |
| ------------------------- | ------------------------- | --------------------- | --------------------- | --------------------- |
| Походження                |                           |                       | осіб                  | %                     |
| Корінні американці        | Корінні американці        |                       | 20                    | 5.26%                 |
| Інше північноамериканське | Інше північноамериканське |                       | 150                   | 39.47%                |
| Європейське               | Європейське               |                       | 265                   | 69.74%                |
| британське                | британське                |                       | 260                   | 68.42%                |
| французьке                | французьке                |                       | 10                    | 2.63%                 |
| Азійське                  | Азійське                  |                       | 10                    | 2.63%                 |

| Зайнятість населення за галузями (за класифікацією NOC): | Зайнятість населення за галузями (за класифікацією NOC): | Зайнятість населення за галузями (за класифікацією NOC): | Зайнятість населення за галузями (за класифікацією NOC): | Зайнятість населення за галузями (за класифікацією NOC): |
| -------------------------------------------------------- | -------------------------------------------------------- | -------------------------------------------------------- | -------------------------------------------------------- | -------------------------------------------------------- |
|                                                          |                                                          |                                                          |                                                          |                                                          |
| Управління                                               | Управління                                               |                                                          | 9,7%                                                     | 9,7%                                                     |
| Бізнес, фінанси та адміністрування                       | Бізнес, фінанси та адміністрування                       |                                                          | 16,1%                                                    | 16,1%                                                    |
| Охорона здоров'я                                         | Охорона здоров'я                                         |                                                          | 6,5%                                                     | 6,5%                                                     |
| Освіта, правозахист, муніципальні та урядові служби      | Освіта, правозахист, муніципальні та урядові служби      |                                                          | 12,9%                                                    | 12,9%                                                    |
| Роздрібна торгівля та послуги                            | Роздрібна торгівля та послуги                            |                                                          | 9,7%                                                     | 9,7%                                                     |
| Гуртова торгівля, транспорт та обладнання                | Гуртова торгівля, транспорт та обладнання                |                                                          | 25,8%                                                    | 25,8%                                                    |
| Природні ресурси, сільське господарство                  | Природні ресурси, сільське господарство                  |                                                          | 9,7%                                                     | 9,7%                                                     |

## Клімат
Середня річна температура становить 5,3 °C, середня максимальна — 17,8 °C, а середня мінімальна — −7,8 °C. Середня річна кількість опадів — 1511 мм.
| Клімат поселення                              | Клімат поселення | Клімат поселення | Клімат поселення | Клімат поселення | Клімат поселення | Клімат поселення | Клімат поселення | Клімат поселення | Клімат поселення | Клімат поселення | Клімат поселення | Клімат поселення | Клімат поселення |
| Показник                                      | Січ.             | Лют.             | Бер.             | Квіт.            | Трав.            | Черв.            | Лип.             | Серп.            | Вер.             | Жовт.            | Лист.            | Груд.            |                  |
| Середній максимум, °C                         | 1,23             | 0,52             | 2,82             | 6,64             | 10,43            | 14,20            | 16,45            | 17,75            | 15,95            | 11,45            | 7,15             | 2,92             |                  |
| Середня температура, °C                       | −2,93            | −3,63            | −1,34            | 2,49             | 6,27             | 10,06            | 13,28            | 14,59            | 12,78            | 8,27             | 3,99             | −0,27            |                  |
| Середній мінімум, °C                          | −7,07            | −7,77            | −5,49            | −1,65            | 2,14             | 5,89             | 10,10            | 11,41            | 9,61             | 5,11             | 0,82             | −3,43            |                  |
| Норма опадів, мм                              | 146              | 121              | 127              | 120              | 110              | 117              | 113              | 110              | 126              | 136              | 146              | 139              |                  |
| Середньомісячна швидкість вітру, м/с          | 8.97             | 7.85             | 7.39             | 6.80             | 5.97             | 5.45             | 5.20             | 5.38             | 6.09             | 7.09             | 7.92             | 8.67             |                  |
| Середньомісячна сонячна радіація, кДж/м²·день | 4056             | 6788             | 10717            | 14047            | 17223            | 19136            | 18997            | 16309            | 12372            | 7500             | 4327             | 3235             |                  |
| --------------------------------------------- | ---------------- | ---------------- | ---------------- | ---------------- | ---------------- | ---------------- | ---------------- | ---------------- | ---------------- | ---------------- | ---------------- | ---------------- | ---------------- |
| Джерело:                                      |                  |                  |                  |                  |                  |                  |                  |                  |                  |                  |                  |                  |                  |